# Kanton Toulouse-1
Der Kanton Toulouse-1 ist seit 1973 ein französischer Wahlkreis im Arrondissement Toulouse, im Département Haute-Garonne und in der Region Okzitanien.
Der Kanton umfasst einen Teil der Stadt Toulouse mit 62.682 Einwohnern (Stand: 2022):
Bis zur landesweiten Neuordnung der französischen Kantone im März 2015 besaß er den INSEE-Code 3133.